# بيرسيفال فاركوهار
بيرسيفال فاركوهار (بالإنجليزية: Percival Farquhar)‏ هو شخصية أعمال وسياسي أمريكي، ولد في 1864، وتوفي في 4 أغسطس 1953. حزبياً، نشط في الحزب الديمقراطي. وقد انتخب عضو جمعية ولاية نيويورك.